# Георги Манов (полковник, р. 1898)
Вижте пояснителната страница за други личности с името Георги Манов.
Георги Митов Манов (понякога Манев) е български офицер, полковник от генералщабното ведомство, командир на 21-ва пехотна дивизия (1941 – 1942), началник на отдел в Щаба на войската (1944), началник-щаб на 3-та армия през Втората световна война (1941 – 1945).

## Биография
Георги Манов е роден на 20 септември 1898 г. в Сопот, Княжество България. През 1920 година завършва Военното на Негово Величество училище в 40-и випуск и на 4 октомври е произведен в чин подпоручик. Служи в 27-и пехотен чепински полк, на 27 ноември 1923 г. е произведен в чин поручик. През 1929 г. е назначен на служба в 18-и пехотен етърски полк, на 31 октомври 1930 г. е произведен в чин капитан. През 1930 и 1931 е слушател във Военната академия, като завършва през 1932 година.
През 1935 г. е назначен за командир на рота от Пехотната школа, по-късно същата година е приведен към Генералния щаб., след което през 1936 година отново е командир на рота от Пехотната школа. На 6 май 1936 г. е произведен в чин майор. През 1936 г. майор Манов е назначен за началник на секция в Пехотната инспекция, след което от началото на 1938 година е началник на секция в щаба на войската. На 6 май 1940 е произведен в чин подполковник.
По време на Втората световна война (1941 – 1945) подполковник Георги Манов поема командването на новосъздадената 21-ва пехотна дивизия (ноември 1941 – 1942), след което през 1942 г. е назначен за началник-щаб на 7-а пехотна рилска дивизия, като на 14 септември 1943 г. е произведен в чин полковник. От 1944 г. полковник Манов е началник на отдел в Щаба на войската и по-късно същата година е назначен за началник-щаб на 3-та армия. През 1947 г. е назначен за началник на катедра във Военна академия.

## Военни звания
- Подпоручик (4 октомври 1920)
- Поручик (27 ноември 1923)
- Капитан (21 октомври 1930)
- Майор (6 май 1936)
- Подполковник (6 май 1940)
- Полковник (14 септември 1943)